# Valeriana speluncaria
Valeriana speluncaria är en kaprifolväxtart som beskrevs av Pierre Edmond Boissier. Valeriana speluncaria ingår i släktet vänderötter, och familjen kaprifolväxter. Utöver nominatformen finns också underarten V. s. glabriuscula.